# Арельяно
Арельяно (ісп. Arellano) — муніципалітет в Іспанії, у складі автономної спільноти Наварра. Населення — 194 особи (2009).
Муніципалітет розташований на відстані близько 280 км на північний схід від Мадрида, 40 км на південний захід від Памплони.

## Демографія
Динаміка населення (INE ):

## Галерея зображень

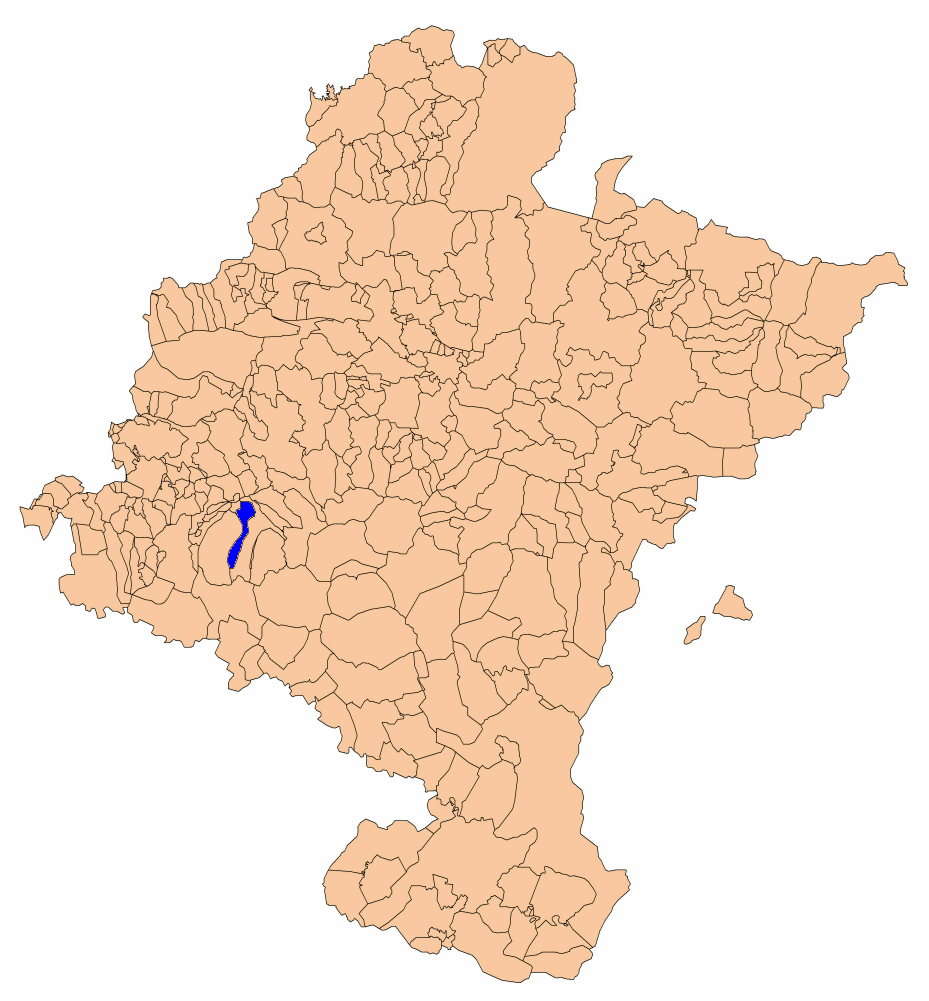
Розташування муніципалітету
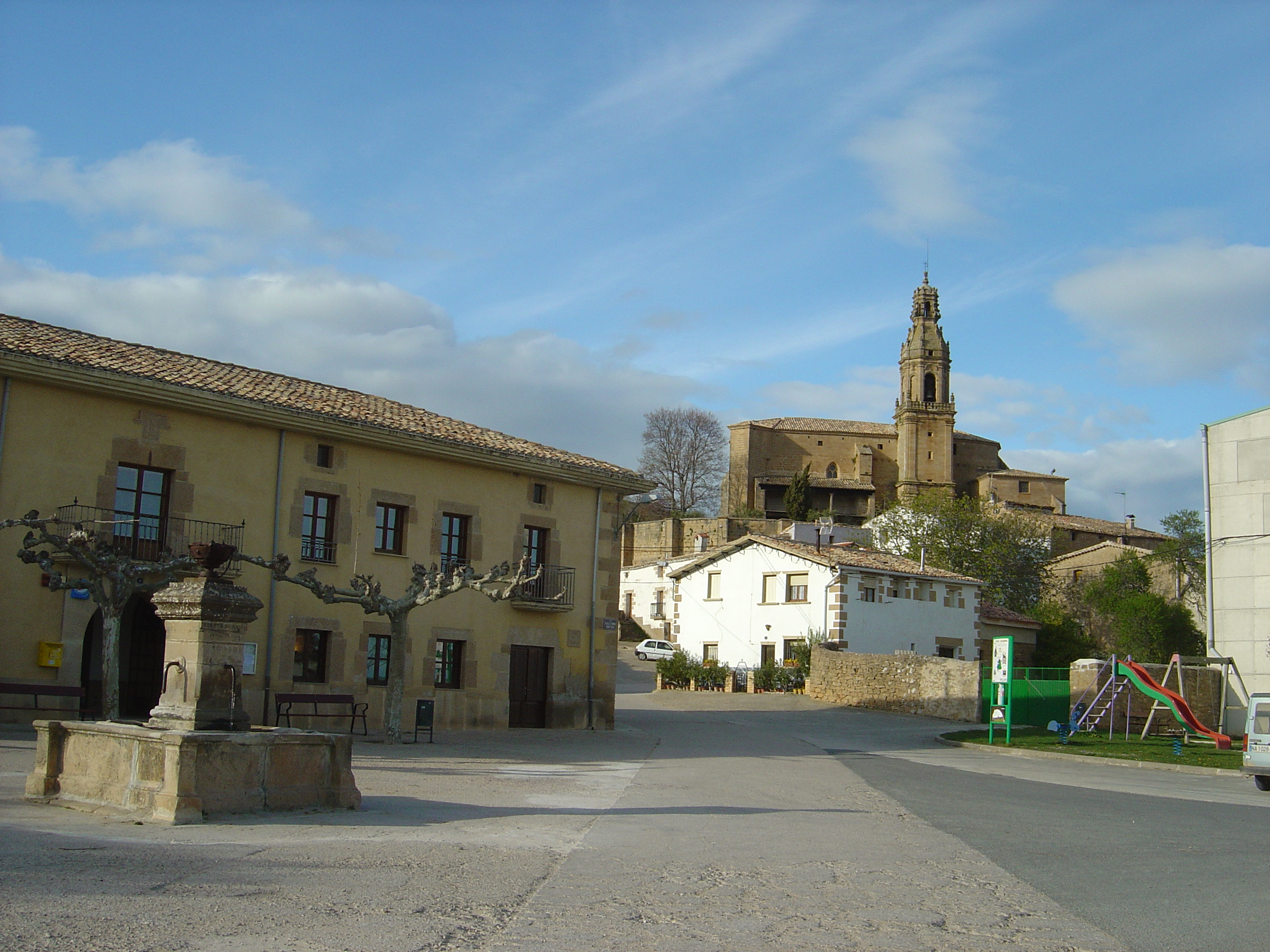
Арельяно